# Assedio di Gallipoli 1268-1269
L'assedio di Gallipoli, avvenuto fra l'ottobre del 1268 e l'aprile del 1269, fu operato dalle forze navali e terrestri di Carlo I D'Angiò contro i baroni svevi salentini fedeli a Corradino di Svevia. Rappresentò la conclusione della ribellione anti-angiona e il definitivo epilogo del dominio svevo sul Regno di Napoli. 

## Contesto Storico
Dopo la Battaglia di Benevento fra Manfredi di Svevia e Carlo I d'Angiò e con la morte di Manfredi, il Regno di Napoli passò dalle mani della casata sveva a quella dei D'Angiò.
Nei due anni successivi la fortissima pressione fiscale esercitata dai D'Angiò e nel contempo le mai sopite voglie di rivalsa dell'aristocrazia sveva del regno, corroborate peraltro dalla notizia che Corradino di Svevia stava raccogliendo un esercito per scendere alla riconquista del Regno, provocarono in molte province movimenti di ribellione agli angioini. 
Molti feudatari, dalla Sicilia alla Calabria alla Puglia, nel 1268 si riarmarono e scacciarono gli angioini da molte città.
Nonostante gli esiti della Battaglia di Tagliacozzo con  la sconfitta di Corradino e la sua susseguente morte, la ribellione continuò ancora per diversi mesi e molte città resistettero agli Angioini fino all'anno successivo. Fra queste e per ultima insieme alla fortezza di Lucera, a cadere, fu Gallipoli.

## L'assedio
Gallipoli dopo la caduta di tutte le altre piazzeforti sveve fu l'ultimo rifugio per i molti baroni calabresi e siciliani che si unirono a quelli salentini, quasi unanimemente fedeli alla causa di Corradino.
La città rappresentava una spina nel fianco per re Carlo che diede perentori ordini di assediare e distruggere la città e di ucciderne tutti i difensori. Ritenuti "Proditores, inimici et rebeles qui arces et castra munita contra nos teneant" e ancora "Proditores in Gallipulo receptatos".
A Gallipoli si trincerarono personaggi di primo piano della nobiltà sveva: Gentile e Goffredo di Cosenza, Guglielmo de Parisio, Rinaldo di Ipsigro, Filippo di Balsignano, Roberto di Calabria, Angelo e Pietro di Scorrano, Giovanni di Specchia, Aroldo di Ripalta, Paolo di Montepeloso, Ruggiero di San Biagio, Tommaso Gentile, Filippo Mareri fratello del Castellano di Valona e Glicerio di Matino, figlio del consigliere di re Manfredi, Gervasio di Matino, che fu il campione e il condottiero dei baroni salentini e molti altri.
L'assedio iniziò verso la fine di ottobre 1268; Carlo D'Angiò inviò sul posto ingenti forze, sia di mare che di terra, inviando navi da Otranto, da Brindisi e da Taranto, oltre a truppe di rinforzo da Trani e affidò il comando delle operazioni prima a Gualtiero (Gualtier) e poi al di lui fratello Pietro (Pierre) di Sommereuse.
Sulle fasi dell'assedio si hanno poche notizie documentali, se ne hanno di più sulla fine dell'assedio che avvenne probabilmente ai primi di aprile del 1269.
Di certo i difensori della piazzaforte, ben conoscendo la scarsa attitudine al perdono del re angioino in quanto alcuni baroni erano scampati dall'assedio di Amantea in Calabria, dove gli angioini espugnata la città avevano trucidato tutti, combatterono strenuamente contro forze soverchianti. 
Alla caduta della città 33 dei baroni svevi furono impiccati nella piazza d'arme del castello, diversi altri furono inviati in catene nei rispettivi feudi e ivi impiccati quale monito alla popolazione. La città fu devastata e rasa al suolo, tutti gli abitanti che non riuscirono a fuggire nelle campagne furono trucidati. Il comandante dei difensori, il barone matinese Glicerio de Matino fu tratto in arresto e imprigionato a Brindisi dove, per espresso ordine del re, fu torturato, fatto trascinare da un cavallo per le strade della città e quindi impiccato il 22 aprile 1269.

## Conseguenze
La sconfitta degli Svevi, conclusasi nel Salento con l'assedio e la caduta di Gallipoli comportarono una profonda trasformazione dell'organizzazione dei feudi di Terra d'Otranto. Tutti i feudi appartenuti ai difensori di Gallipoli furono confiscati, smembrati ed assegnati a nuovi feudatari angioini. La politica fiscale dei nuovi feudatari fu oppressiva e violenta, il D'Angio pretese di rifarsi delle spese di guerra sostenute sui feudi conquistati provocando lo spopolamento delle campagne al quale cercò di porre rimedio con un editto con cui imponeva ai villani di ritornare nelle città e nelle campagne salentine, di fornire i servizi dovuti ai nuovi feudatari e pagare le imposte. La città di Gallipoli fu rasa al suolo e il castello subì danni notevolissimi. La popolazione gallipolina che riuscì a scampare al massacro riparò nei casali vicini ritornando a ripopolare la città solo intorno agli inizi del XIV secolo.